# Croton tessmannii
Croton tessmannii là một loài thực vật có hoa trong họ Đại kích. Loài này được Mansf. mô tả khoa học đầu tiên năm 1925.